# イワン・ペトローヴィチ・ラリオーノフ
イヴァーン・ペトローヴィチ・ラリオーノフ（ロシア語: Иван Петрович Ларионов / Ivan Petrovich Larionov, 1830年1月23日 – 1889年4月22日）は、ロシア帝国の作曲家・作家・民謡研究家。ペルミの貴族の家庭に生まれ、モスクワで音楽を学ぶ。1860年に創作民謡の《カリンカ》を作詞・作曲した。サラトフで胃癌のために死去した。